# Rhenen
Rhenen és un municipi de la província d'Utrecht, al centre dels Països Baixos. L'1 de gener de 2009 tenia 18.829 habitants repartits per una superfície de 43,74 km² (dels quals 1,71 km² corresponen a aigua). Limita al nord amb Ede (Gelderland) i Veenendaal, a l'oest amb Utrechtse Heuvelrug, a l'est amb Wageningen i al sud amb Buren (Gelderland) i Neder-Betuwe (Gelderland). 	

## Centres de població
Achterberg, Elst, Laareind i Remmerden.

## Ajuntament
El consistori municipal consta de 23 membres, format des del 2006 per:
- Progressieve Combinatie, 4 regidors
- PvdA, 3 regidors
- VVD, 3 regidors
- CDA, 3 regidors
- SGP, 3 regidors
- Rhenens Belang, 1 regidor

## Galeria d'imatges

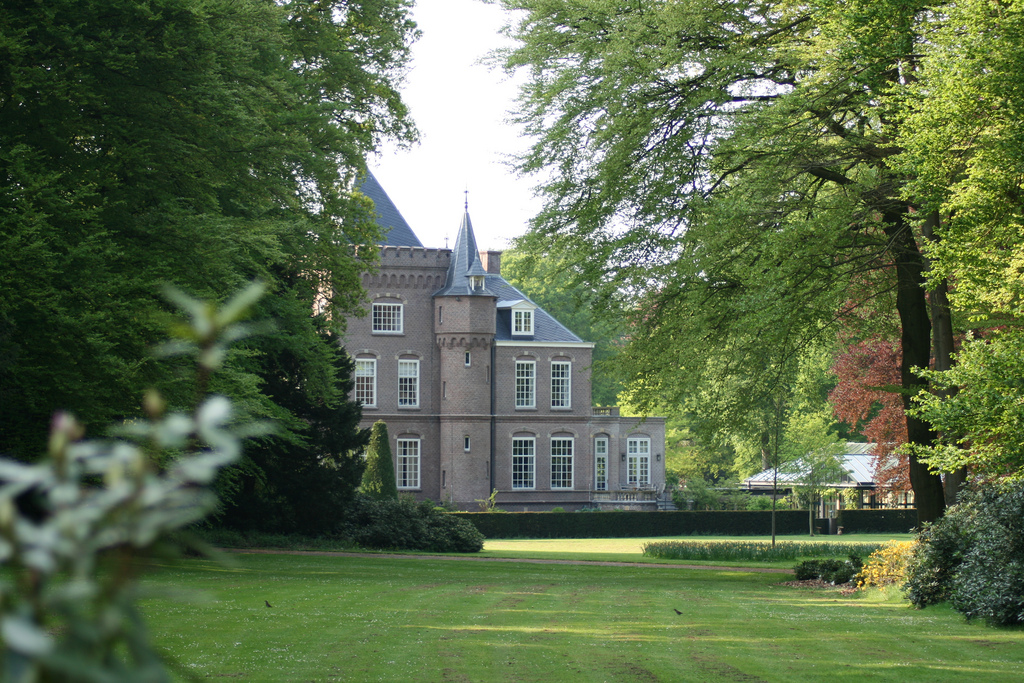
Castell de Prattenburg
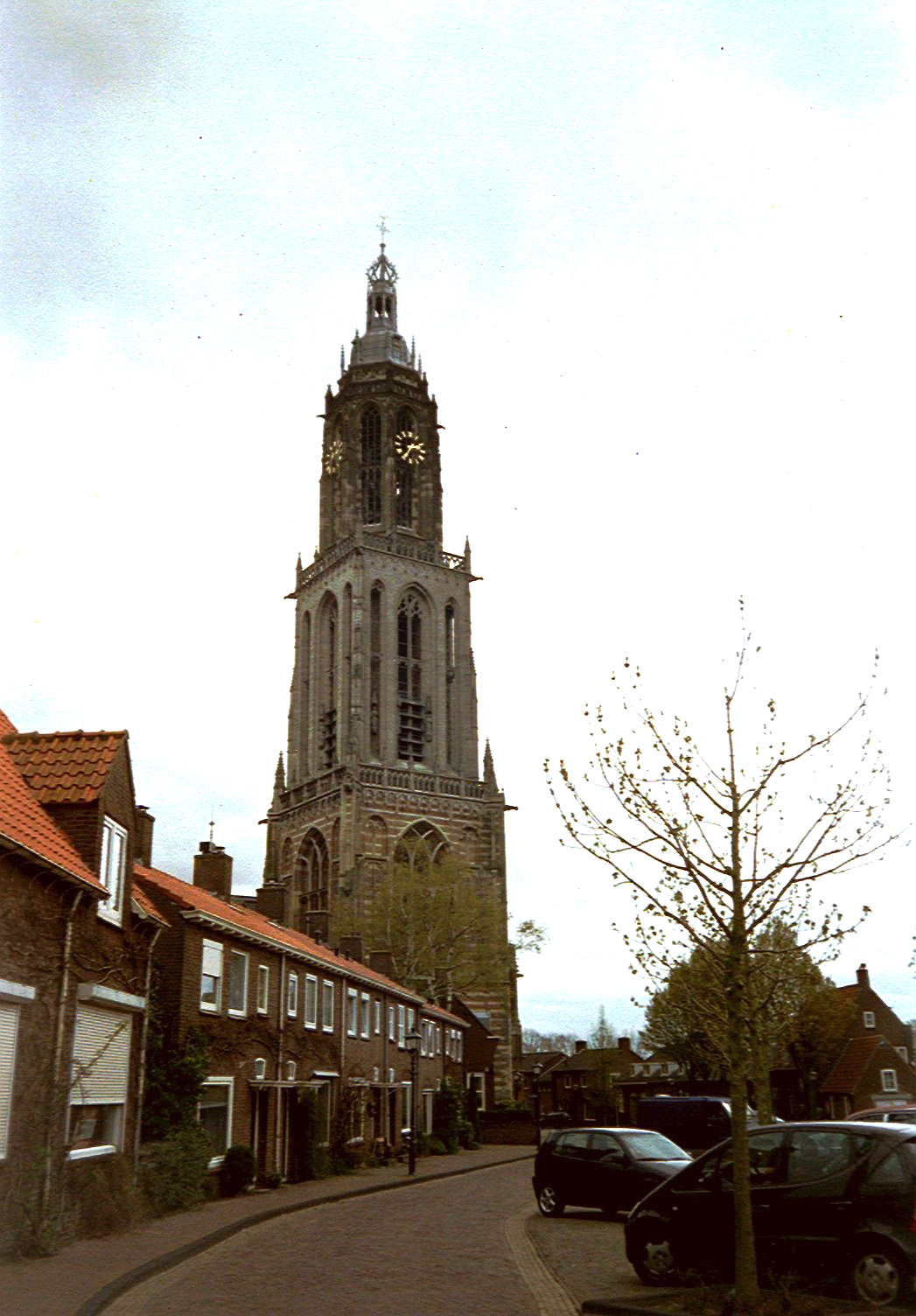
Torre de Santa Cunera
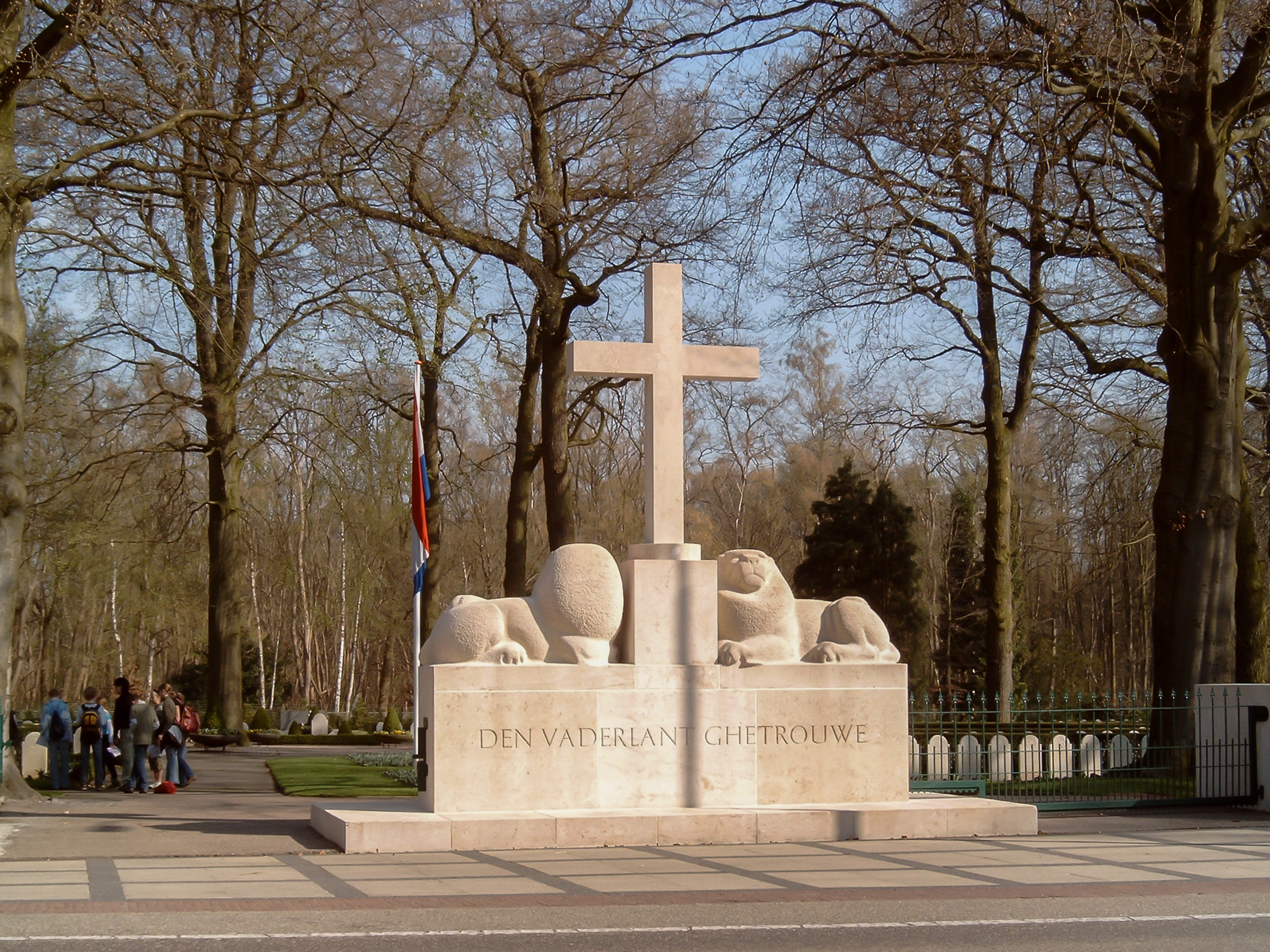
Monument als caiguts